# Universität Joseph Fourier Grenoble I
Die Universität Joseph Fourier Grenoble I (französisch Université Joseph Fourier de Grenoble I) war eine Universität in Grenoble (Frankreich). Sie ging aus der Aufspaltung der Universität Grenoble im Zuge des Loi Faure aus dem Jahr 1968 hervor und wurde 2016 mit den beiden anderen Universitäten zur Université Grenoble Alpes wiedervereinigt.
Die Universität Joseph Fourier bot Studiengänge in den Naturwissenschaften, Technik und Medizin an und hatte eine Außenstelle in Valence. Sie wurde nach dem Mathematikers Joseph Fourier benannt, der im Jahre 1811 als Präfekt des Départements Isère die Naturwissenschaftliche Fakultät einrichtete. Gründungsrektor war der Physiker Michel Soutif.

## Rankings und Internationalität
Nach dem im Jahr 2009 erschienenen Shanghai University Ranking war die UJF die sechstbeste Universität Frankreichs.
Des Weiteren nahm sie im Vergleich der französischen Universitäten den vierten Platz in der Kategorie Ingenieurwissenschaften und Informationstechnologie ein. Global steht sie hier auf Platz 131 des QS World University-Rankings.
Auch aufgrund der guten Rankingplätze und des Studienangebotes, das auch englischsprachige Studiengänge enthielt, ist die UJF ein Anlaufpunkt für ausländische Studenten. Etwa 2300 ausländische Studenten nahmen an einem der 350 Austauschprogramme teil, etwa 650 gingen ins Ausland.